# Кальцев Володимир Федорович
Володимир Федорович Кальцев (нар. 16 червня 1966, місто Бердянськ Запорізької області) — український діяч, колишній член забороненої в Україні проросійської політичної партії — ОПЗЖ, в.о. Запорізького міського голови, 1-й заступник голови Запорізької облдержадміністрації. Кандидат економічних наук (2002). Почесний доктор Запорізького національного університету.
Народний депутат України 9-го скликання. Член Комітету Верховної Ради з питань організації державної влади, місцевого самоврядування, регіонального розвитку та містобудування.

## Життєпис
Народився в робітничій родині. У вересні 1973 — червні 1983 року — учень, а у вересні 1983 — червні 1984 року — старший піонервожатий Бердянської середньої школи № 16 Запорізької області.
У червні 1984 — вересні 1986 року — служба в Радянській армії у складі військового контингенту в Республіці Кубі.
У вересні 1986 — липні 1991 року — студент історичного факультету Запорізького державного університету, історик, викладач історії та суспільствознавства.
У липні 1991 — жовтні 1992 року — асистент кафедри педагогіки та психології Запорізького державного університету.
У жовтні 1992 — січні 1993 року — начальник відділу реклами і маркетингу малого підприємства «КВФ Івеко» у Бердянську.
У лютому 1993 — жовтні 1998 року — директор, у жовтні 1998 — липні 2001 року — голова ради засновників ТОВ «Александр ЛТД». У липні 2001 — січні 2002 року — голова ради засновників, у січні — травні 2002 року — голова ради директорів, у травні 2002 — грудні 2006 року — голова ради директорів і голова ради засновників ТОВ «Компанія „Александр“» у місті Запоріжжі.
У 2002 році захистив кандидатську дисертацію на тему «Оцінка економічно обґрунтованих меж підвищення якості продукції промислового призначення».
Член Партії регіонів з 2003 по 2014 рік. З 26 травня 2006 року — голова Запорізької міської організації Партії регіонів.
20 листопада — 27 грудня 2006 року — стажер на посаду заступника голови Запорізької обласної державної адміністрації.
27 грудня 2006 — 30 травня 2008 року — заступник голови Запорізької обласної державної адміністрації з питань фінансів, економіки, зовнішньоекономічної діяльності.
З червня по листопад 2008 року — голова ради директорів і голова ради засновників ТОВ «Компанія „Александр“» у місті Запоріжжі. З грудня 2008 по квітень 2010 року — помічник-консультант народного депутата України.
21 квітня — 28 вересня 2010 року — 1-й заступник голови Запорізької обласної державної адміністрації.
24 вересня 2010 — 23 лютого 2012 року — секретар Запорізької міської ради.
24 вересня — 17 грудня 2010 року — в.о. Запорізького міського голови.
З квітня 2012 року — аналітик в ТОВ "Компанія «Александр» у місті Запоріжжі.
Член політичної партії «Наш край».

## Парламентська діяльність
Кандидат у народні депутати від партії «Опозиційна платформа — За життя» на парламентських виборах 2019 року, № 24 у списку. На час виборів: аналітик ТОВ "Компанія «Александр», член партії «Опозиційна платформа — За життя». Проживає в місті Запоріжжі.
Голосував за закон України 12414 який був ухвалений з порушенням Регламенту Верховної Ради України та підпорядкував НАБУ та САП Генеральному прокурору.

## Нагороди та звання
- орден «За заслуги» ІІІ ступеня (20.01.2010) — за вагомий особистий внесок у справу консолідації українського суспільства, розбудову демократичної, соціальної і правової держави та з нагоди Дня Соборності України[6]
- медаль «Воїн-інтернаціоналіст» ІІ ст.
- почесна грамота Кабінету Міністрів України (2003)
- За внесок у розвиток церкви та підвищення духовного рівня населення нагороджений орденами Святого Князя Володимира ІІ ступеня; Преподобного Нестора Літописця ІІ ступеня; Преподобного Іллі Муромця ІІ ступеня; Апостола Іоана Богослова; Покрови Пресвятої Богородиці